# Great American Novel

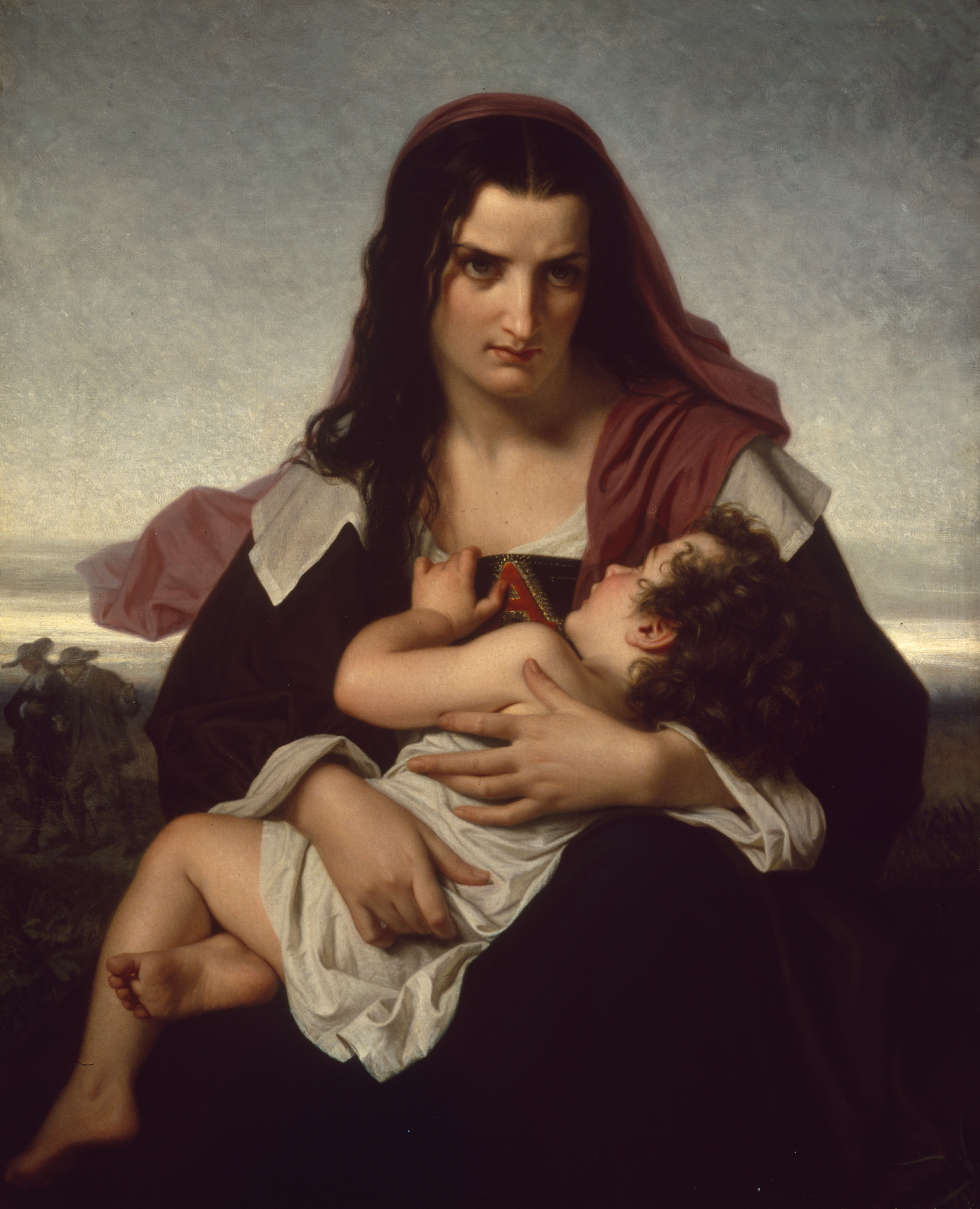
Litera stacojie (1850), capodopera lui Nathaniel Hawthorne. D. H. Lawrence a numit-o „o operă perfectă a imaginației americane”.

Titlul de Mare Roman American (în engleză Great American Novel, prescurtat GAN) este folosit în descrierea importanței majore a unei opere literare în portretizarea culturii și valorilor americane. Autorul termenului este John William De Forest într-un eseu din 1868. De Forest a observat că, cel mai probabil, Marele Roman American nu fusese încă scris.
Canonul literar este, de obicei, compus din scrieri ca Moby Dick (1851), Aventurile lui Huckleberry Finn (1881) și Marele Gatsby (1925). Cu toate acestea, nu există un consens asupra romanelor care să justifice acest titlu, diferite criterii de selecție fiind susținute pe măsură ce ideea s-a dezvoltat în epoca modernă, cu fluctuații în ceea ce privesc aprecierile populare și critice.

## Istorie
Dezvoltarea literaturii americane a coincis cu dezvoltarea națiunii. Apelurile pentru o „literatură națională autonomă” au apărut pentru prima dată în timpul Revoluției Americane, iar la mijlocul secolului al XVIII-lea începe să se contureze posibilitatea ca literatura americană să surclaseze corespondenții săi europeni, aceasta fiind data marcată ca geneză a romanelor ce vor fi considerate mai târziu Mari Romane Americane.
Termenul „Marele Roman American” își are originea într-un eseu din 1868 al scriitorului american din Războiul Civil, John William De Forest. De Forest a considerat că romanul servește ca un „tablou” al societății americane, și a spus că romanul ar trebui să „picteze sufletul american” și să surprindă „emoțiile și manierele existenței americane”. În mod similar, Daniel Pierce Thompson a opinat că romanul trebuie să fie în mod distinct american. Deși De Forest a oferit laude și critici romanelor contemporane lui, el a concluzionat că Marele Roman American nu a fost încă scris. Publicarea eseului a coincis cu creșterea prestigiului romanului ca specie. Anterior, doar cinci la sută din cărțile americane erau marcate ca romane, majoritatea operelor de ficțiune primind titlul modest de „poveste”.  În 1880, scriitorul Henry James a simplificat termenul cu inițialele „GAN”.

## Criterii de selecție
Termenul a devenit popular în scurt timp, omniprezența sa fiind considerată un clișeu, și denigrată de criticii literari. Lawerence Buell a declarat că acest concept a fost văzut ca parte a unei consolidări naționale, culturale și politice. Potrivit lui Grant Shreve de la JSTOR Daily, pe măsură ce conceptul a crescut, s-au dezvoltat criterii concrete de selecție pentru Marele Roman American:
- Acesta trebuie să încapsuleze întreaga națiune, nefiind consumat de o anumită regiune.
- Trebuie să fie democratic în spirit și formă.
- Autorul trebuie să se fi născut în Statele Unite sau să fi adoptat țara ca fiind a sa.
- Nu este obligatoriu ca valoarea sa culturală să fie recunoscută la publicare.[5]

## Candidați notabili
| An   | Coperta sau pagina de titlu | Roman                           | Portret | Autor                 | Note                 |
| ---- | --- | ------------------------------- | --- | --------------------- | -------------------- |
| 1826 | | Ultimul mohican                 | A drawn portrait of James Fenimore Cooper, based on a photograph                                                                                               | James Fenimore Cooper | [ 13 ] [ 14 ]        |
| 1850 | | Litera stacojie                 | A black-and-white photograph of Nathaniel Hawthorne, bearing a mustache and medium-length hair                                                                 | Nathaniel Hawthorne   | [ 15 ] [ 16 ]        |
| 1851 | | Moby-Dick                       | A photograph of Herman Melville seated at a chair, arms crossed and sporting combed-back hair and a blocky beard                                               | Herman Melville       | [ 17 ] [ 18 ]        |
| 1852 | | Coliba unchiului Tom            | A photograph of a seated Harriet Beecher Stowe, wearing a dress and a shawl                                                                                    | Harriet Beecher Stowe | [ 19 ]               |
| 1884 | | Aventurile lui Huckleberry Finn | A hazy photogragh of Mark Twain, with white hair and mustache in a light-colored suit                                                                          | Mark Twain            | [ 20 ] [ 21 ] [ 22 ] |
| 1895 | | Semnul roșu al curajului        | A photograph Stephen Crane in a suit, with parted hair and a mustache                                                                                          | Stephen Crane         | [ 23 ]               |
| 1925 | | Marele Gatsby                   | A photograph of F. Scott Fitzgerald with a slight smile and parted, slicked-back hair                                                                          | F. Scott Fitzgerald   | [ 24 ] [ 25 ] [ 26 ] |
| 1925 | | Bărbații preferă blondele       | A photograph of Anita Loos, wearing a fur-lined dress and a large dress hat                                                                                    | Anita Loos            | [ 27 ] [ 28 ]        |
| 1936 | | Absalom, Absalom!               | A photograph of William Faulkner in a suit and with a mustached, reclined against a brick wall                                                                 | William Faulkner      | [ 29 ] [ 18 ]        |
| 1936 | | Pe aripile vântului             | | Margaret Mitchell     | [ 30 ]               |
| 1939 | | Fructele mâniei                 | A photo of John Steinbeck. His hair is slicked-back and closely shaved on the sides. He has a mustache and facial hair on his chin.                            | John Steinbeck        | [ 31 ] [ 32 ]        |
| 1951 | | De veghe în lanul de secară     | A photograph of J.D. Salinger, wearing a suit and sporting dark, combed hair                                                                                   | J. D. Salinger        | [ 33 ] [ 34 ]        |
| 1952 | | Omul invizibil                  | Ralph Ellison is pictured sitting in a chair before a bookcase. He is wearing a suit and has a mustache and receding hair-line.                                | Ralph Ellison         | [ 35 ] [ 36 ]        |
| 1953 | | Aventurile lui Augie March      | A photograph of Saul Bellow with an open book before a bookcase. He is wearing a suit and has somewhat curly hair.                                             | Saul Bellow           | [ 37 ]               |
| 1955 | | Lolita                          | A photograph of Vladimir Nabokov. Wearing a collared shirt, Nabokov is pictured in his later years, with aging skin and white hair.                            | Vladimir Nabokov      | [ 22 ] [ 38 ]        |
| 1960 | | Să ucizi o pasăre cântătoare    | A photograph of Harper Lee in an outdoor setting. She has short hair and appears to be examining something in the sand and grass.                              | Harper Lee            | [ 39 ] [ 40 ]        |
| 1973 | The silhouette of a row of buildings is situated at the bottom of this bright orange cover. "Gravity's Rainbow, Thomas Pynchon" is printed in bold text in the center. | Curcubeul gravitației           | | Thomas Pynchon        | [ 41 ] [ 42 ] [ 43 ] |
| 1985 | | Meridianul sângelui             | A title page reading "Blood Meridian or The Evening Redness in the West" with the author's name, "Cormac McCarthy", positioned below the title.                | Cormac McCarthy       | [ 44 ]               |
| 1987 | | Preaiubita                      | Toni Morrison is pictured in a turtle-neck. She is sporting an afro.                                                                                           | Toni Morrison         | [ 45 ]               |
| 1991 | | American Psycho                 | Bret Easton Ellis is pictured standing on front of a stone wall and greenery. He is wearing a blazer over a blue collared shirt and has a lanyard on his neck. | Bret Easton Ellis     | [ 46 ] [ 47 ]        |